# 阿奇霍伊-馬爾坦區

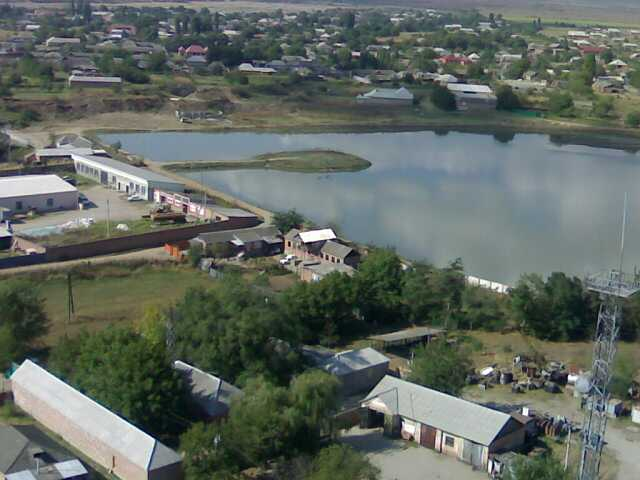

43°11′18″N 45°16′43″E / 43.18833°N 45.27861°E
阿奇霍伊-馬爾坦區（俄语：Ачхой-Мартановский район），是俄羅斯的一個區，位於該國西南部，由車臣共和國負責管轄，面積1,100平方公里，2010年人口78,505，人口密度每平方公里71.37人。